# Hellraiser (comics)
La franchise Hellraiser a été adaptée en comics à deux périodes différentes :

## Clive Barker's Hellraiser(1989-1994)
Clive Barker présente Hellraiser (Clive Barker's Hellraiser) est une série de comics inspiré des films et du roman du même nom.

## Hellraiser 1
Edition française : Comics USA, Collection Spécial USA, 1990
Edition originale : Epic Comics, 1989
Traduction : Jean-Daniel Brèque
- Les Chanoines de la douleur Scénario : Erirk Saltzgaber, dessins et couleur : John Bolton. 17 pages.
- Rouge profond Scénario : Jan Strnad, dessins Berni Wrightson, couleur : Bill Wray. 15 pages.
- La Danse du fœtus Scénario, dessins et couleur : Ted McKeever. 18 pages.

## Hellraiser 2
Edition française : Comics USA, Collection Spécial USA, 1991
Edition originale : Epic Comics, 1990
Traduction : Jean-Daniel Brèque
- Le Seuil Scénario : Scott Hampton et Mark Kneece, dessins et couleur : Scott Hampton. 8 pages.
- La Complainte de l'écrivain Scénario : Dwayne McDuffie, dessins : Kevin O'Neill. 4 pages.
- Le Caveau Scénario : Marc McLaurin, dessins : Jorge Zaffino, couleur : Julie Michel. 15 pages.
- Chant de metal et de chair Scénario : Peter Akins, dessins : Dave Dorman et Lurene Haines. 15 pages.

## Hellraiser 3
Edition française : Comics USA, Collection Spécial USA, 1991
Edition originale : Epic Comics, 1990
Traduction : Jean-Daniel Brèque
- ...Dans une nuit sans fond Scénario : Bunny Hampton-Mack, dessins et couleur : Scott Hampton. 19 pages.
- A visage dérobé Scénario : Jan Strnad, dessins et couleur : Mark Chiarello. 21 pages.
- Cenobite! Scénario : Nicholas Vince, dessins et couleur : John Van Fleet. 15 pages.

## Hellraiser (2010-2015)
En 2010, Boom! Studios annonce une nouvelle minisérie de comics sur l'univers des films, scénarisé par Clive Barker lui-même.
La série sort aux États-Unis en 2010. D'abord, les 20 numéros de «Hellraiser», suivies par «Hellraiser: The Road Below» et «Hellraiser The Dark Watch», qui met fin à l'histoire. «Hellraiser: Masterpieces» sont des rééditions des vieilles histoires parues dans les années 90, tandis que «Hellraiser: Bestiary» est une nouvelle anthologie d'histoires qui ne sont pas interconnectées. 
| Name                       | Years Published | Issues        |
| -------------------------- | --------------- | ------------- |
| Hellraiser                 | 2011-2012       | #1-20, 5 TPBs |
| Hellraiser: Masterpieces   | 2011            | #1-12, 2 TPBs |
| Hellraiser: The Road Below | 2012            | #1-4, 1 TPB   |
| Hellraiser: The Dark Watch | 2013-2014       | #1-12, 3 TPBs |
| Hellraiser: Bestiary       | 2014-2015       | #1-6, 1 TPB   |

En France, ce sont les éditions french eyes qui traduisent et éditent le comics.
Ils publieront les 3 premiers tomes entre 2012 et 2013, mais avec des moyens limités la maison d'édition peine à sortir le quatrième tome. En 2014, elle lance alors un financement participatif dans le but de boucler le quatrième tome. La campagne est un échec et la série est alors mise en attente.
| Noms              | Date de publication |  |
| ----------------- | ------------------- |  |
| Hellraiser tome 1 | 2012                |  |
| Hellraiser tome 2 | 2012                |  |
| Hellraiser tome 3 | 2013                |  |